# Пиер II дьо Куртене
Пиер дьо Куртене или Петър II (на френски: Pierre de Courtenay; * ок. 1165/1170, † 1219) е владетел на Латинската империя след като братът на съпругата му Йоланда – император Хенрих Фландърски – умира без синове през 1216 г.

## Произход. Трети кръстоносен поход
Той е син на Елизабета дьо Куртене и Пиер I дьо Куртене, принц от френската кралска династия Капетингите, който е по-малък син на краля на Франция Луи VI Дебелия. Братовчед е на Филип II Август и го придружава в Третия кръстоносен поход (1189 – 1192). В това време умира първата му съпруга Агнес.
На 1 юли 1193 той се жени за Йоланда Фландърска.

## Латински император
На 9 април 1217 г. в църквата „Свети Лоренцо“, намираща се извън стените на Рим, той е тържествено коронован от папа Хонорий III (1216 – 1227) за латински император. След това потегля заедно с папския легат Йоан Колона, презвитер-кардинал на св. Пракседа, 160 рицари и един полк от 5500 венециански войници за Константинопол. По пътя обаче обсаждат и превземат град Драч влизащ тогава в пределите на Епирското деспотство. След това продължават по суша и в албанските теснини войската им е разбита, а кардинала и императора са пленени от епирския владетел Теодор Ангел Комнин и е убит през 1219 г.
Практически той никога не управлява Латинската империя, като за времето от пленяването до смъртта му държавата е ръководена от съпругата му Йоланда. След смъртта му последователно императори стават синовете му Робер дьо Куртене и Балдуин II.

## Деца
От първия си брак от 1184 г. с Агнес († 1192), графиня на Неверс, той има само една дъщеря:
- Матилда (* 1188; † 1257)

От втория си брак от 1 юли 1193 с Йоланда († 1219), той има 13 деца:
1. Маргарита († 17 юли 1270), ∞ 1) през 1210 Раул III; ∞ 2) 1217 Хайнрих I граф на Вианден († 19 ноември 1253)
2. Елисавета († след август 1253), ∞ 1) Гаухер граф на Бар († 1219), ∞ 2) 1220 Йод I дьо Монтагу († след август 1253)
3. Йоланда († 1233) ∞ 1215 втора съпруга на Андраш II, крал на Унгария
4. Агнес († след 1247), ∞ 1217 Жофроа II дьо Вилардуен, княз на Ахея († 1245)
5. Мария († след 1228) ∞ 1218 Теодор I Ласкарис, император на Никея
6. Елеонора († преди 1230) ∞ Филип I от Монтфор († 1270/1273)
7. Констанца, 1210
8. Сибила (* 1197, † 1210), игуменка
9. Филип II († 1226), маркграф на Намюр 1216, отказва предложената му императорска корона на Константинопол
10. Петър (III), 1210, духовник
11. Робер дьо Куртене († преди 13 февруари 1228), император на Константинопол, ∞ 1228 NN, дъщеря на Балдуин де Neufville
12. Анри II († 1229), маркграф на Намюр 1226
13. Балдуин II (* 1218, † след 15 октомври 1273), император на Константинопол, ∞ Мария дьо Бриен († след 5 май 1275), дъщеря на Йоан дьо Бриен, крал на Йерусалим, след това съимператор на Константинопол